# Jaroslav Klát
Jaroslav Klát (23. května 1902, Cerekvice nad Loučnou – 9. prosince 1979, Karlovy Vary) byl český malíř a výtvarník. Jeho synem je akademický malíř a pedagog profesor Jaroslav Klát (* 1962).

## Život
Jaroslav Klát se narodil v Cerekvicích nad Loučnou v roce 1902. Již během svých středoškolských studií na litomyšlském gymnáziu docházel na soukromé hodiny kresby u středoškolského profesora akademického malíře Karla Šťastného. Po absolvování maturity odešel za prací do Prahy. Tady se živil jako úředník, ale plně se zapojil do pražského prvorepublikového kulturního života. Po skončení druhé světové války vycestoval Jaroslav Klát na roční stipendijní pobyt do Paříže. Nedlouho po svém návratu do Prahy byl (coby úředník) pracovně přeložen do Karlových Varů. I zde se zapojil do vytváření nového českého kulturního zázemí. Dráhu profesionálního výtvarníka nastoupil počátkem 50. let 20. století. Pod vlivem moderní francouzské malby vytvořil řadu olejomaleb průmyslové (industriální) krajiny. (Maloval krajiny z oblasti Chebska a Karlovarska.) Výsledkem malířských experimentů (ve stylu amerického abstraktního malíře Paula Jacksona Pollocka) byly abstraktní kompozice, jenž se řadí k nejzajímavějším dílům Jaroslava Kláta. Jaroslav Klát zemřel v Karlových Varech v roce 1979 ve věku 77 let.

## Charakter tvorby
Tvorba Jaroslava Kláta je prodchnuta touhou po malování a mohla by sloužit jako příklad celoživotní náklonnosti k malbě. Jeho tvorba byla nesporně ovlivněna díly světových osobností malby, ale Klát se jimi pouze inspiroval na své cestě hledání vlastního malířského názoru. V technice akvarelu nakonec nalezl Jaroslav Klát svůj osobitý a nezaměnitelný malířský výraz. Tato technika mu sloužila k výstižnému zachycení přírodních nálad. Přírodu ztvárňoval poeticky, neboť ji viděl a vnímal „prizmatem poezie“.
Jaroslavu Klátovi šlo o to, aby obraz měl poezii, aby přiblížil ostatním tu náladu, kterou sám měl ve chvíli, kdy obraz maloval. Nechce, aby obraz byl jen závěsnou dekorací na stěně.
Vladimír Přibil, hodnocení díla Jaroslava Kláta staršího, In: Katalog výstavy, 2002
 Jeho dílo oscilovalo mezi realizmem a abstrakcí. Za vrchol tvorby Jaroslava Kláta jsou považována jeho díla z období příklonu k abstraktní malbě a tašismu ze 60. let 20. století.

## Výstavy

### Autorské výstavy
- 1965/listopad až 1966/únor – Jaroslav Klát: Akvarely, Letohrádek Ostrov, Ostrov (Karlovy Vary)[4]
- 1974/duben – Jaroslav Klát: Akvarely, Malá galerie Československého spisovatele, Praha[4]
- 1979 – Jaroslav Klát, Galerie umění Karlovy Vary, Karlovy Vary[4]
- 2012/říjen, listopad – Jaroslav Klát starší: Výběr z tvorby, Galerie umění Karlovy Vary, Karlovy Vary[4]

### Kolektivní výstavy
- nedatováno – Manifestation d'art, Cité Universitaire de Paris, Paříž (Paris)[4]
- 1951/prosinec až 1952/leden – Výtvarná úroda 1951. Výstava Svazu československých výtvarných umělců, Mánes, Praha[4]
- 1951/prosinec až 1952/leden – Výtvarná úroda 1951. Výstava Svazu československých výtvarných umělců, Slovanský ostrov, Praha[4]
- 1962/prosinec – Výstava příslušníků západočeské krajské organizace SČVU, Západočeská galerie v Plzni, Plzeň (Plzeň-město)[4]
- 1968/říjen až 1969/leden – 1. trienále jihočeských, severočeských a západočeských výtvarných umělců, Galerie výtvarného umění v Chebu, Cheb[4]
- 1971 – Malíři na cestách, Galerie U Řečických, Praha[4]
- 1977/březen, duben – Výtvarní umělci Západočeského kraje, Mánes, Praha[4]
- 2010/září, říjen – Vary(i)ace: Kresba 2, Letohrádek Ostrov, Ostrov (Karlovy Vary)[4]
- 2018/květen, červen, červenec – Jaroslav Klát: Průniky realismu a abstrakce, Galerie Ludvíka Kuby Poděbrady (Nymburk)[4]